# Macrina la Joven
 Macrina  o Macrina la Joven (Cesarea de Capadocia, 324-379) fue una religiosa cristiana. 
Hija de Basilio el Mayor y Emelia, nieta de Macrina la Mayor. Sus hermanos también sobresalieron como religiosos, sobre todo Basilio, además de Gregorio, Pedro y el importante jurista cristiano, Naucracio. Sus padres concertaron su matrimonio cuando Macrina tenía doce años, boda que se frustró cuando el prometido murió. Macrina no creyó necesario casarse, sino que vio a Cristo como su eterno esposo y optó por consagrarse a la vida religiosa.
El ideal ascético de Macrina influyó profundamente en su madre y hermanos. En la Vida de Macrina, de Gregorio de Nisa, éste la presenta como una niña aficionada al estudio de las escrituras, especialmente el Libro de la Sabiduría de Salomón, y de aquellas partes de significado moralizante; "tales partes, que se considerarían incomprensibles para los niños pequeños, eran el tema de estudio de la niña".
Macrina, que nunca abandonó la compañía de su madre, se retiró con ella a una finca de campo para vivir dentro de una comunidad de vírgenes que provenían tanto de un entorno aristocrático como no aristocrático. Todos los miembros eran libres y los esclavos tenían los mismos derechos y obligaciones que sus amos. La muerte de su hermano Naucracio conmocionó a su madre y dio a Macrina un papel preeminente en la vida doméstica comunitaria.
En 379, Macrina murió en las tierras de su familia en el Ponto, donde con la ayuda de su hermano menor Pedro había fundado un convento de vírgenes. Gregorio de Nisa escribió el "Diálogo sobre el alma y la resurrección" (peri psyches kai anastaseos), titulado ta Makrinia (P.G. XLVI, 12 sq.), en memoria de Macrina, en el que narra sus conversaciones con una Macrina ya enferma, en una forma literaria al estilo del Fedón de Platón. Incluso en sus dolorosos últimos días, Macrina siguió viviendo una vida de santidad (por ejemplo, rechazó un lecho cómodo y prefirió dormir en el suelo). Macrina siguió una vida de castidad y humildad, dedicando su tiempo a la oración y a la educación espiritual de su hermano menor Pedro. 
La importancia de Macrina radica en que estableció el ideal de mujer santa en los primeros tiempos del cristianismo. Influyó en los escritos de su hermano para quien la virginidad reflejaba la "pureza radiante de Dios". Es reconocida como una figura prominente de la Iglesia de Oriente, de importante labor evangelizadora e introductora a la vida religiosa de otras muchas mujeres.
Macrina es celebrada como santa en las iglesias Católica, Ortodoxa, Anglicana y Episcopal. Su fiesta se  celebra el 19 de julio (el 14 de julio para los luteranos).
Para el Universalismo, incluidos Thomas Allin y J. W. Hanson, Macrina es una universalista comprometida. En sus citas de pasajes del Diálogo sobre el alma y la resurrección parece encontrarse la convicción de que todos los pecadores y hasta los demonios finalmente serán purificados y confesarán a Cristo.